# Zalari
Zalari (russisk: Залари, tr. Zalari) er en by i Irkutsk oblast, Sibiriske føderale distrikt i Den Russiske Føderation omkring 220 kilometer nordvest for oblastens administrative center, Irkutsk. Byen har 9.879(2021) indbyggere og blev grundlagt i 1704 .

## Historie
En bebyggelse på området har været kendt siden 1704 . Den blev beskrevet i begyndelsen 1700-tallet i forbindelse med konstruktionen af Sibirienvejen. I 1899 førtes Den transsibiriske jernbane umiddelbart nord for byen.
I 1957 fik Zalari bystatus.

### Indbyggerudvikling
| År    | Indbyggertal |
| ----- | ------------ |
| 1989* | 10.693       |
| 2002* | 10.041       |
| 2009  | 10.267       |

Note: Data fra folketællinger

## Økonomi og infrastruktur
Byen er centrum for skov- og træindustri. Desuden er der noget mindre maskinindustri (skovbrugsudstyr) og fødevarevirksomheder.
Byen har en jernbanestation på den transsibiriske jernbane.